# Liaison électrostatique
Une liaison électrostatique est un type de liaison chimique qui fait intervenir l'attraction entre deux charges de signe opposé. C'est l'opposé de la liaison covalente.
La liaison électrostatique est celle qui lie les anions et les cation. On la retrouve aussi entre des molécules polaires s.